# Ficinia dura
Ficinia dura är en halvgräsart som beskrevs av William Bertram Turrill. Ficinia dura ingår i släktet Ficinia och familjen halvgräs. Inga underarter finns listade i Catalogue of Life.